# 木津駅 (京都府)
木津駅（きづえき）は、京都府木津川市木津池田にある、西日本旅客鉄道（JR西日本）の駅。京都府最南端の駅。
木津川市の代表駅で、京橋方面・京都方面・奈良方面・亀山方面の4方向に線路が延びる交通の要衝である。

## 乗り入れ路線
関西本線、奈良線、片町線の3路線が乗り入れ、このうち関西本線を所属線とする。奈良線と片町線は当駅が路線の始終着駅だが、奈良線の列車は運転系統上、関西本線に乗り入れ奈良駅を始終着としている。片町線は、奈良駅へ乗り入れる早朝2本、深夜2本を除く全ての列車が当駅を始終着とする。アーバンネットワークエリア内で、関西本線は「大和路線」の路線愛称設定区間に含まれ、片町線は「学研都市線」の路線愛称が設定されている。
駅番号は関西本線（大和路線）がJR-Q38、奈良線がJR-D19、片町線（学研都市線）がJR-H18。

## 歴史
- 1896年（明治29年）
  - 3月13日：奈良鉄道が、現在の奈良線に当たる路線を玉水駅から延伸し、終着駅として開業（一般駅）[3]。
  - 4月18日：奈良鉄道が、当駅から奈良駅まで延伸[3][4]。途中駅となる[5]。
- 1898年（明治31年）
  - 6月4日：関西鉄道が、現在の片町線に当たる路線を長尾駅から延伸。終着として新木津駅が開業。当駅と連絡駅になる（距離は約600ｍ）。
  - 9月16日：関西鉄道が新木津駅 - 当駅間を延伸し、当駅へ乗り入れる。当駅が奈良鉄道と関西鉄道片町方面の接続駅となる。
  - 11月18日：関西鉄道が新木津駅 - 加茂駅間を延伸し、名阪間の新ルートとなる名古屋駅 - 新木津駅 - 網島駅（1913年廃止）間が全通[6]。
- 1900年（明治33年）6月6日：関西鉄道が路線を再編。名阪間の本線を大仏駅経由に変更し、加茂駅 - 新木津駅 - 網島駅間は支線に格下げ（運転系統上は同年9月1日に施行[6]）。
- 1901年（明治34年）1月18日：関西鉄道の新木津駅 - 木津駅間が休止[7]。
- 1905年（明治38年）2月7日：関西鉄道が奈良鉄道を合併する[7]。木津駅は関西鉄道単独駅となる[6]。
- 1907年（明治40年）
  - 8月21日：関西鉄道が加茂駅 - 当駅間の新線を開業。同時に、加茂駅 - 奈良駅間は当駅経由に切り替えられ、現在の関西本線ルートが完成。同時に新木津駅 - 当駅間を再開し[7]、名古屋方面と放出方面の接続駅の機能も当駅に集約した。さらに、加茂駅 - 新木津駅間を休止（同年11月1日正式廃止）、新木津駅も休止（新木津給水所となる）。
  - 10月1日：関西鉄道が国有化[3]。国有鉄道の駅となる。同時に新木津給水所を新木津給水給炭所に改称。
- 1909年（明治42年）10月12日：線路名称制定により、関西本線所属となる[6]。
- 1911年（明治44年）8月30日：新木津給水給炭所を廃止。
- 1984年（昭和59年）
  - 2月1日：貨物の営業が廃止され、旅客駅となる[4]。
  - 10月20日：荷物扱い廃止[4]。
- 1987年（昭和62年）4月1日：国鉄分割民営化で、西日本旅客鉄道（JR西日本）の駅となる[3]。
- 1988年（昭和63年）3月13日：加茂駅 - 当駅間が電化。
- 1998年（平成10年）8月5日：自動改札機を設置し、供用開始[8]。
- 2003年（平成15年）11月1日：「ICOCA」の利用が可能となる[9]。
- 2007年（平成19年）
  - 4月1日：橋上駅舎の使用を開始[10]。
  - 7月2日：東口の駅前広場が完成。
- 2008年（平成20年）2月8日：旧駅舎のホーム連絡通路を再利用した東西連絡通路が供用開始。
- 2009年（平成21年）10月4日：大阪環状・大和路線運行管理システム導入。
- 2018年（平成30年）3月17日：駅ナンバリングが導入される[11]。
- 2021年（令和3年）10月2日：ダイヤ改正に伴い、加茂発着の大和路快速は日中毎時2本から1本に減便する。
- 2025年（令和7年）
  - 6月30日：みどりの窓口の営業を終了[12]。
  - 7月1日：みどりの券売機プラスを導入[12]。

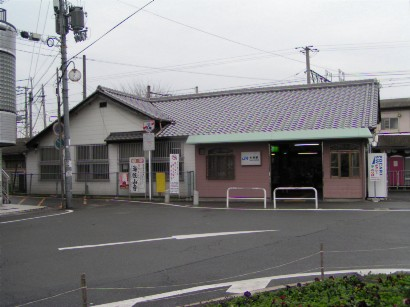
旧駅舎（2005年3月）

## 駅構造
島式ホーム2面4線を有する地上駅（橋上駅舎）。現在の橋上駅舎は2007年（平成19年）4月1日に供用開始した。独特の流線型を持つ外観は、木津川の流れをイメージした。また、木材の流通で栄えた旧・木津町の歴史を表すため、随所に木目調のデザインを取り入れている。ホームとは跨線橋で結ばれる。
旧駅舎は大正時代に建てられた平屋で、ホームには線路下の通路（線路が築堤上のため通路は地平レベル）で連絡していた。なお、現在は駅の東西を結ぶ連絡通路に再活用している。また、以前は現在の1番のりばの西側に2線、両ホームの間に2線、東側に留置線（6本）が敷設されていた。その名残で運転取り扱い上は、1・2番のりばが「3番線」「4番線」、3・4番のりばが「7番線」「8番線」になっている。
駅構内の自動放送は、橋上駅舎化以前は「○番線」とアナウンスしたが、現在はJR西日本で一般的な「○番のりば」の表現に更新されている。
奈良駅が管理する直営駅で、ICカード乗車券「ICOCA」の利用エリアに含まれる。

### のりば
| のりば | 路線       | 行先                                          | 備考               |
| ------ | ---------- | --------------------------------------------- | ------------------ |
| 1      | 学研都市線 | 松井山手・四条畷・京橋・北新地方面 / 奈良方面 | 奈良方面は深夜のみ |
| 2      | 大和路線   | 加茂・伊賀上野方面                            |                    |
| 2      | 奈良線     | 宇治・京都方面                                | 一部は1番のりば    |
| 3      | 奈良線     | 奈良方面                                      |                    |
| 4      | 大和路線   | 奈良・天王寺・JR難波・大阪方面                | 一部は3番のりば    |

- 上表の路線名は、旅客案内上の名称（愛称）で表記。

付記事項
- 学研都市線から乗り入れる奈良行き、一部の京都行きは1番のりばから発車する。
- 奈良方面行きは、大和路線は3・4番のりば、奈良線は1・3番のりばに入線できる。基本的に大和路線の列車は4番のりば、奈良線の列車は3番のりばに入線する。
- 3番のりばは加茂方面と京都方面の両方向、4番のりばは加茂方面へ出発も可能。4番のりばから毎朝、加茂方面に向かう回送列車1本が運転されている。3番のりばは、事故や各種トラブルでダイヤが大幅に乱れたとき、到着した奈良線の列車が京都方面へ折り返す。奈良方面から4番のりばへの入駅も可能である。
- 線路配線上、学研都市線の列車は1番のりばのみしか使用できない。奈良駅に乗り入れる学研都市線列車は両方向とも1番のりばに停車する。また、奈良線京都方面の列車の待避線としての役割も持つ（線路は加茂方面にもつながるが、進路は設定されていない）が、2009年（平成21年）3月14日現在のダイヤでは1番のりばの待避列車はない。ただし、レール磨きで奈良線京都方面への列車が1日2本、1番のりばに停車する。
- 学研都市線の最終電車（日付変更前に到着）は、1番のりばで夜間滞泊し、翌日の始発列車として運用される。

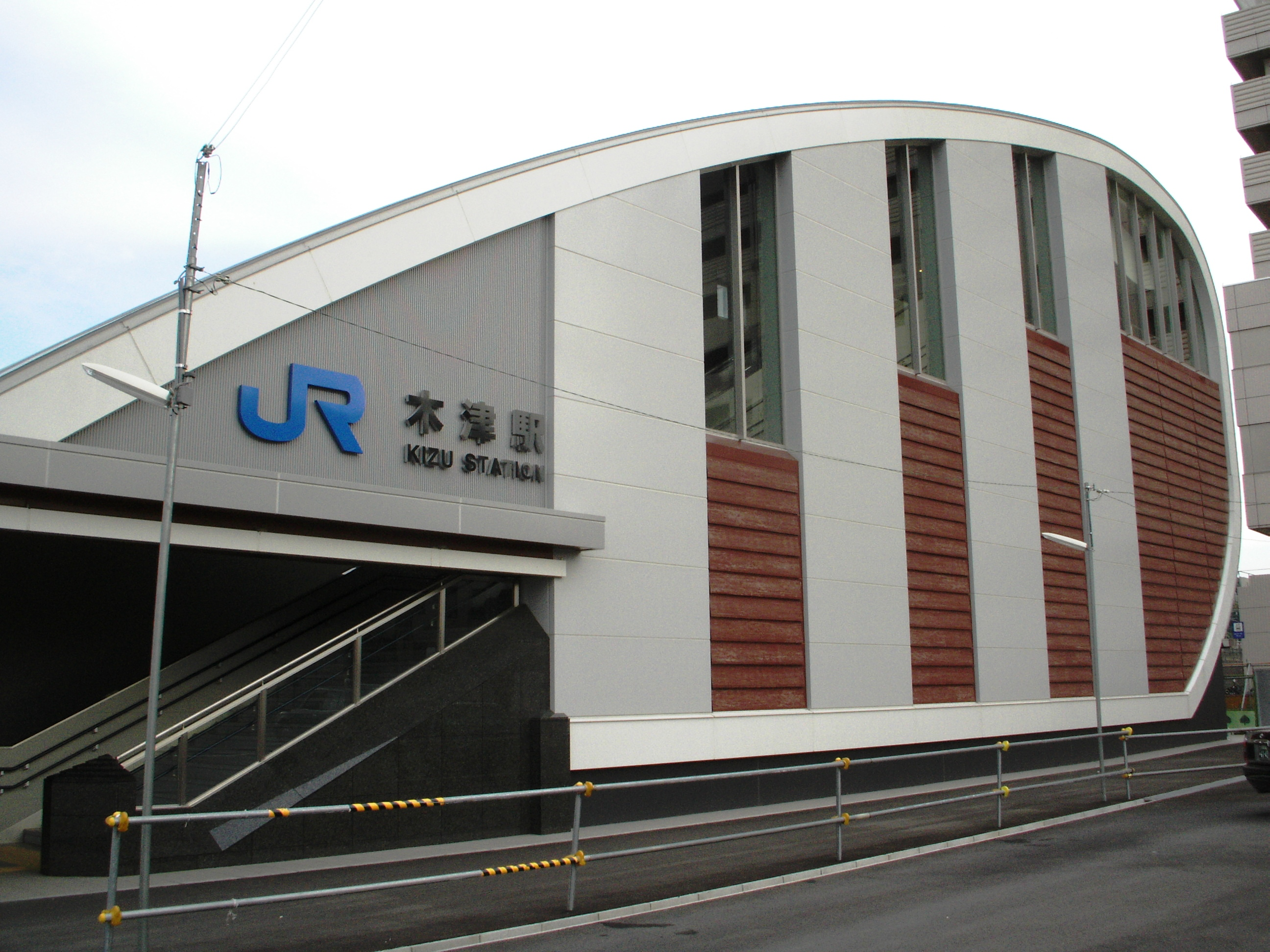
西口（2007年8月）
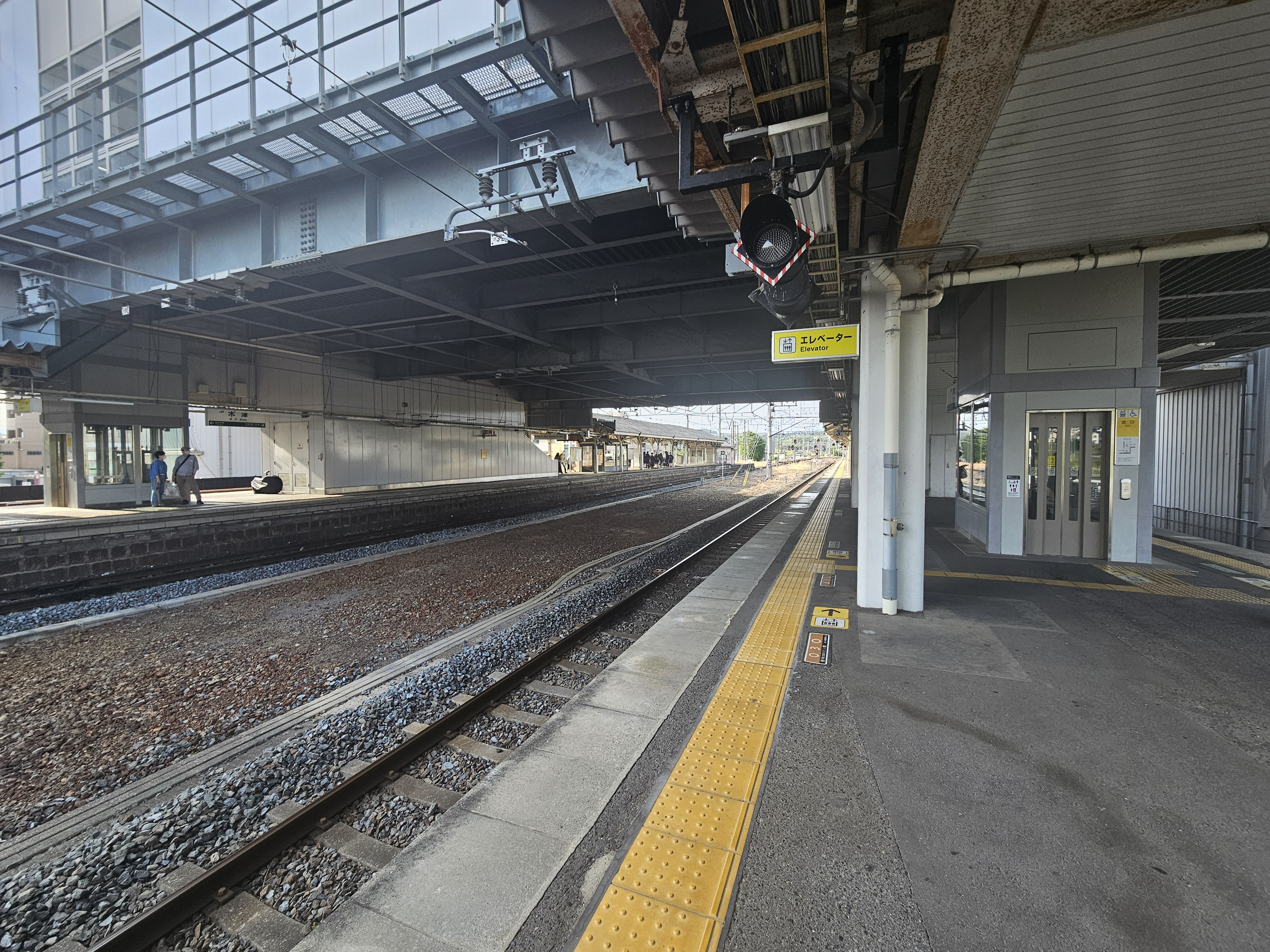
ホーム（2025年5月）
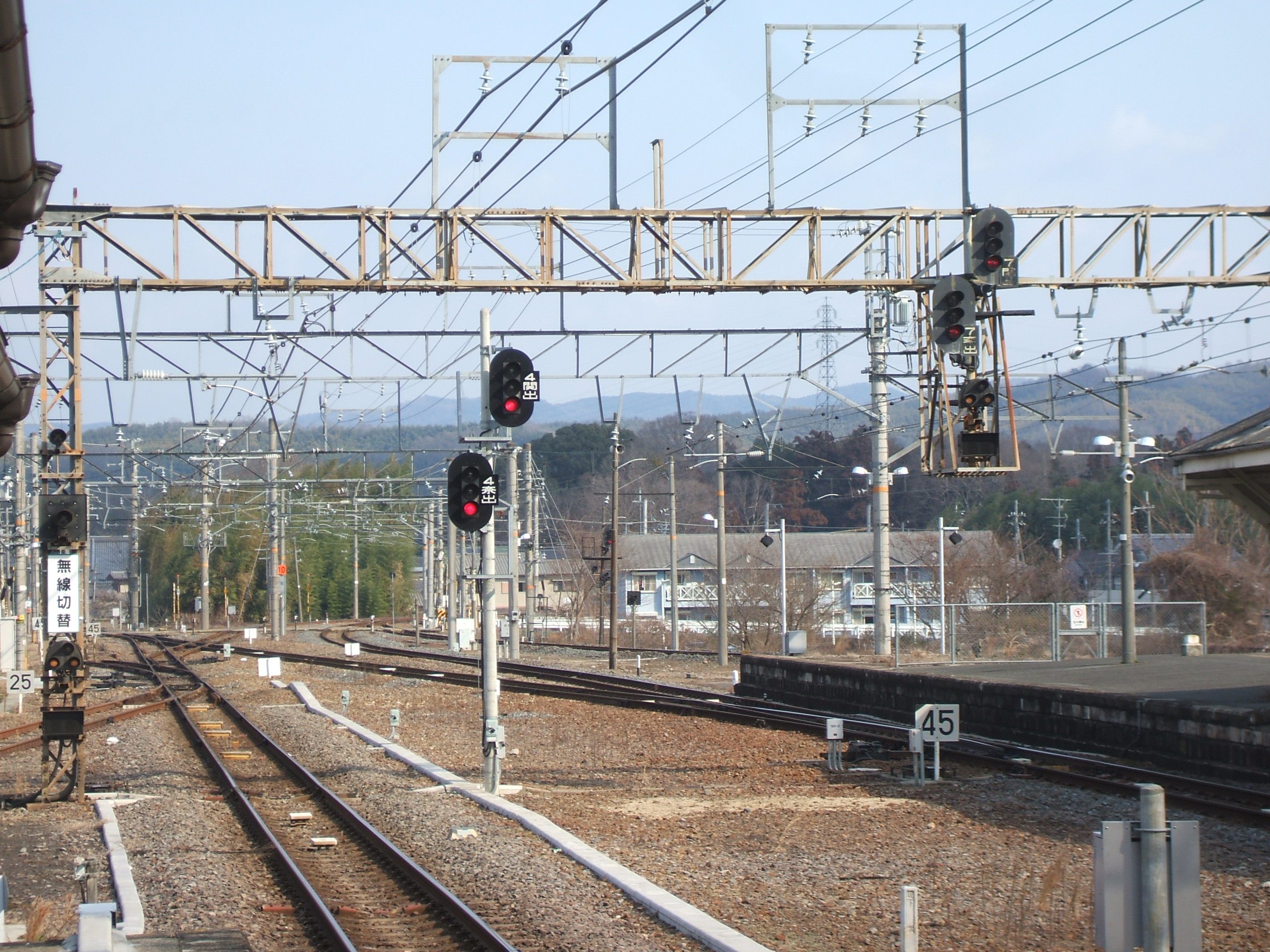
駅北方で分岐する関西本線と奈良線の線路（2008年2月）
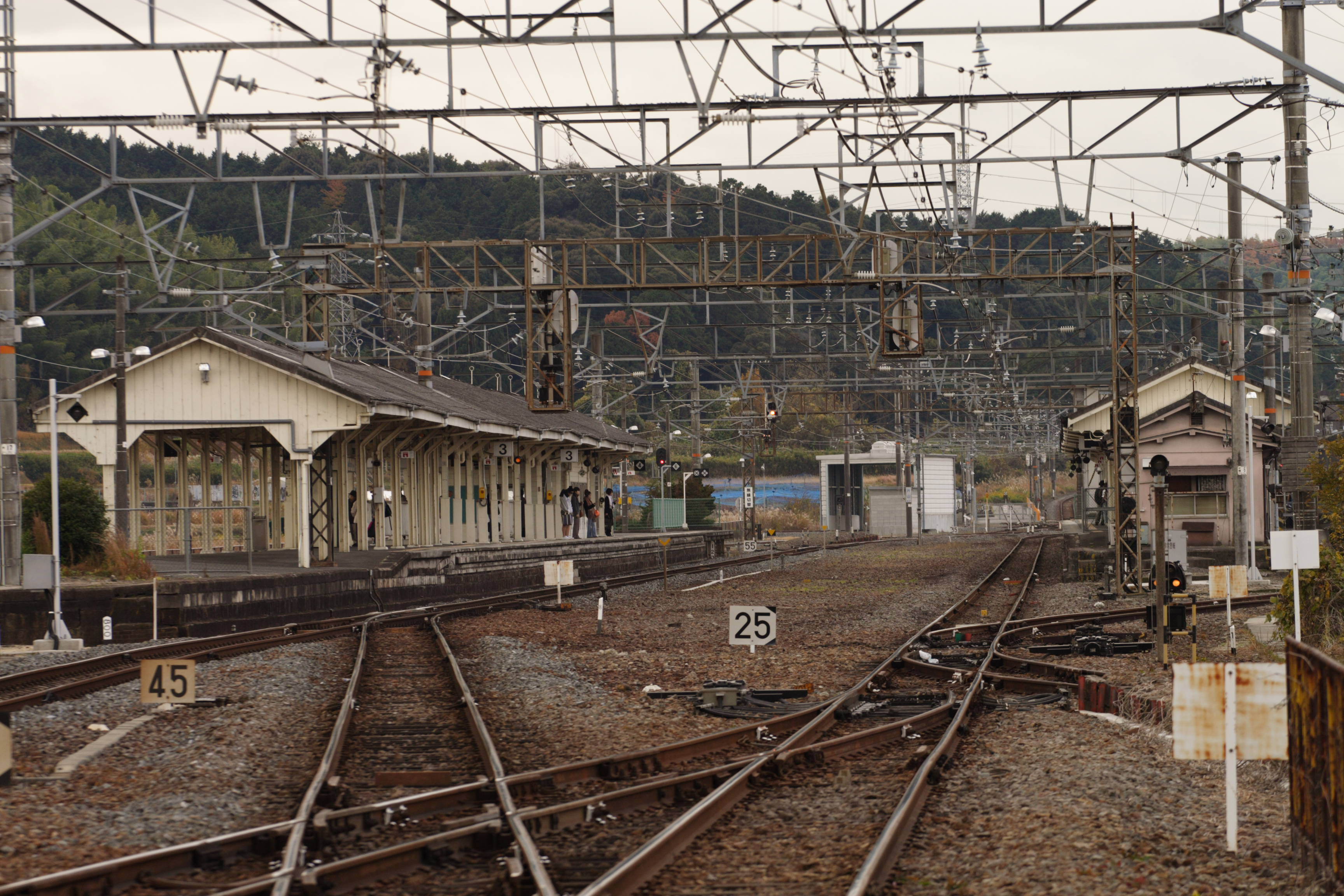
かつて留置線が敷かれていた構内（2005年、旧駅舎当時）
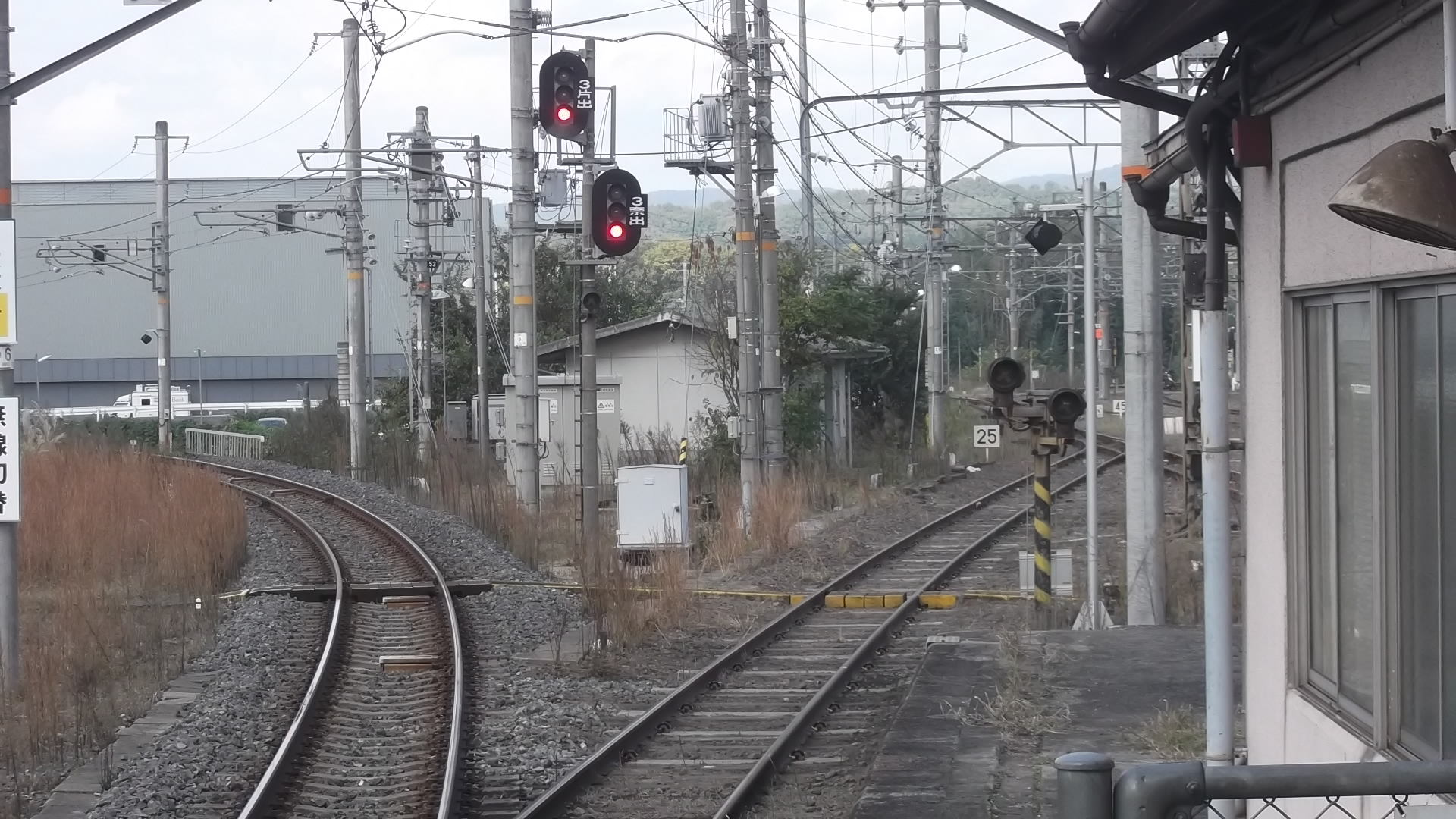
1番ホームから大きく左にカーブする片町線の線路

## ダイヤ
大和路線
大和路快速、快速、区間快速が毎時1 - 2本発着する。木津駅 - 奈良駅間は奈良線からみやこ路快速・普通が各毎時2本乗り入れる。
奈良線
みやこ路快速（快速）・普通が各毎時2本運転する。すべての電車が奈良駅まで乗り入れる（前述）。
学研都市線
快速・区間快速が毎時1本発着する。

## 利用状況
JR西日本の移動等円滑化取組報告書によれば、2023年度の1日当たりの利用者数は10,390人。京都府統計書によると、1日平均乗車人員は以下の通りである。
| 年度   | 一日平均 乗車人員 |
| ------ | ----------------- |
| 1999年 | 3,197             |
| 2000年 | 3,115             |
| 2001年 | 3,090             |
| 2002年 | 3,104             |
| 2003年 | 3,082             |
| 2004年 | 3,071             |
| 2005年 | 3,096             |
| 2006年 | 3,118             |
| 2007年 | 3,211             |
| 2008年 | 3,301             |
| 2009年 | 3,241             |
| 2010年 | 3,318             |
| 2011年 | 3,342             |
| 2012年 | 3,419             |
| 2013年 | 3,556             |
| 2014年 | 3,707             |
| 2015年 | 4,123             |
| 2016年 | 4,458             |
| 2017年 | 4,674             |
| 2018年 | 4,767             |
| 2019年 | 4,981             |
| 2020年 | 4,241             |
| 2021年 | 4,488             |
| 2022年 | 4,893             |
| 2023年 | 5,208             |

## 駅周辺
駅の東側には田畑が広がる。商店や住宅は西側に広がる。現在、駅西側で「木津駅前土地区画整理事業（木津川市施行）」が、2017年に開設された駅東口方面約1.5 kmでは木津中央地区土地区画整理事業（都市機構施行）が実施されている。
- 木津川
- 木津川市役所
- 木津川市立中央図書館
- 京都府立木津高等学校
- 木津地方合同庁舎
  - 京都地方法務局木津出張所
  - 木津区検察庁
  - 京都田辺公共職業安定所木津出張所（ハローワーク木津）
- 国道24号
- 奈良県道・京都府道47号天理加茂木津線
- 京都府道323号木津停車場線
- 京都府木津警察署
- 京都府山城南土木事務所
- 木津南垣外郵便局
- 京都山城総合医療センター
- 京都銀行木津支店
- パン オ セーグル - EF66形電気機関車の頭部の実物が店内にあるパン屋[19]

## バス路線

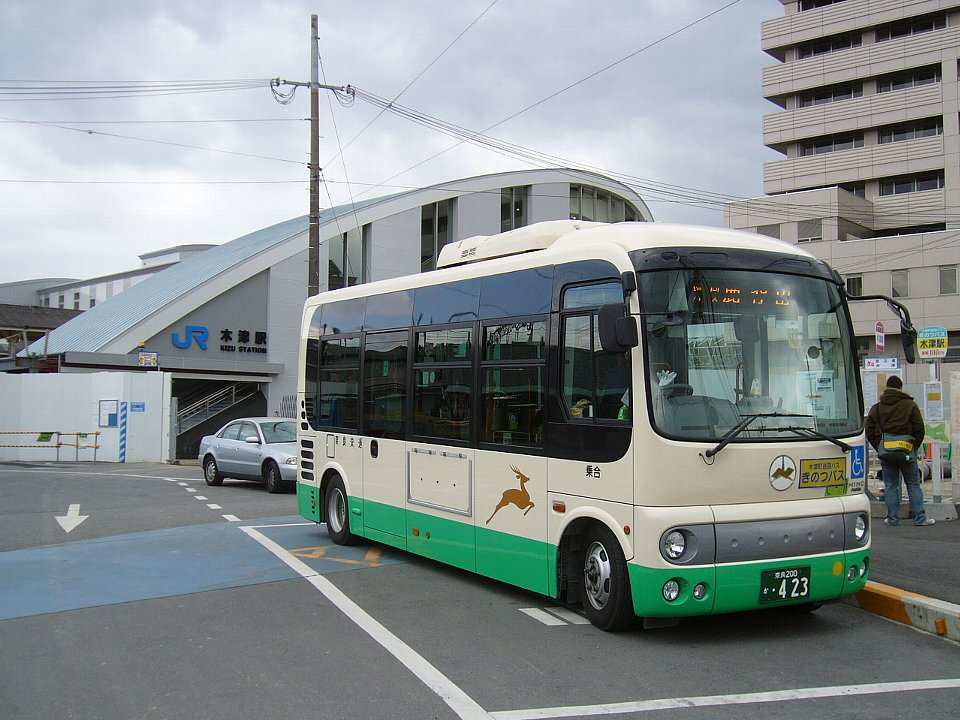
きのつバス

駅西口に「木津駅」停留所、駅東口に「木津駅東口」停留所が設けられており、下記の各路線が発着する。
| 木津駅     | 木津駅                                                                         | 木津駅               |
| 運行事業者 | 系統または路線名・行先                                                         | 備考                 |
| ---------- | ------------------------------------------------------------------------------ | -------------------- |
| きのつバス | 木-1：高の原駅 / 梅谷 木-2：高の原駅 / 鹿背山 木-3：高の原駅 / 木津川台住宅    |                      |
| ウイング   | 山城線：渋川西                                                                 | 土曜・日曜・祝日運休 |
| 木津駅東口 |                                                                                |                      |
| 奈良交通   | 13：木津駅東口（城山台循環・外） 14：木津駅東口（城山台循環・内） 34：高の原駅 |                      |

- 橋上駅舎化に伴い、2007年（平成19年）7月2日に駅前交通広場が東口に開設され、奈良交通の路線バスが木津南地区（州見台・梅美台）から乗り入れを開始した。
- 奈良交通は過去に木津高山線を運行していたが、2022年10月1日のダイヤ改正までにすべて廃止された[20]。

## 隣の駅
西日本旅客鉄道（JR西日本）
 大和路線（関西本線）
■大和路快速・■快速・■区間快速・■普通
加茂駅 (JR-Q39) - 木津駅 (JR-Q38) - 平城山駅 (JR-Q37)
 奈良線
■みやこ路快速・■快速
玉水駅 (JR-D16) - 木津駅 (JR-D19) - 奈良駅 (JR-D21)
■区間快速・■普通
上狛駅 (JR-D18) - 木津駅 (JR-D19) - 平城山駅 (JR-D20)
 学研都市線（片町線）
■快速・■区間快速
平城山駅 (JR-Q37) - 木津駅(JR-Q38/JR-H18) - 西木津駅 (JR-H19)
■普通（上りは早朝の5本、下りは1本のみ運転）
木津駅 (JR-H18) - 西木津駅 (JR-H19)